# Pack Up Your Troubles (film, 1939)
Pour les articles homonymes, voir Pack Up Your Troubles.
Pour plus de détails, voir Fiche technique et Distribution.
Pack Up Your Troubles est un  film américain en noir et blanc réalisé par H. Bruce Humberstone et sorti en 1939. 

## Synopsis
Au moment de la Première Guerre mondiale, un trio d'artistes, les Ritz Brothers, ne parvient pas à trouver du travail ni à payer les factures. Ils décident de s’engager dans l'armée. Ils sont envoyés en France où ils rencontrent Colette, une jeune orpheline née aux États-Unis d'une mère américaine et d'un père français tué au combat en France, du moins c'est ce qu'elle pense. Colette se met à aider les alliés.

## Fiche technique
- Titre original : Pack Up Your Troubles
- Réalisation : H. Bruce Humberstone
- Scénario : Lou Breslow, Owen Francis
- Photographie : Lucien N. Andriot
- Montage : Nick DeMaggio (en)
- Musique : Samuel Kaylin (en)
- Décors : Richard Day
- Producteur : Sol M. Wurtzel
- Société de production et de distribution : 20th Century Fox
- Pays de production :  États-Unis
- Langue originale : anglais américain
- Format : noir et blanc — 35 mm — 1,37:1 — son : mono (RCA High Fidelity Recording)
- Genre : comédie, guerre
- Durée : 75 minutes
- Date de sortie : 20 octobre 1939 (États-Unis)

## Distribution
- Jane Withers : Colette
- The Ritz Brothers : the Ritz Brothers
- Lynn Bari : Yvonne
- Joseph Schildkraut : Hugo Ludwig
- Stanley Fields : Sgt. Walker
- Fritz Leiber : Pierre Ferrand
- Lionel Royce : Gen. von Boech
- Georges Renavent : Col. Giraud
- Adrienne D'Ambricourt : Mme Marchand
- Leon Ames : Adjutant
- Wilhelm von Brincken : Mueller (comme William Von Brincken)
- Edward Gargan :
- Robert Emmett Keane : Kane
- Henry Victor : Col. Schlager

Acteurs non crédités
- Rudolph Anders : Von Richtman
- Hooper Atchley :
- Irving Bacon : soldat américain
- William 'Billy' Benedict :
- Billy Bevan : le sergent britannique
- John Bleifer : sentinelle
- Walter Bonn : Jean
- Eugene Borden : capitaine De Brock
- George Cathrey : British Tommy
- Glen Cavender : soldat américain
- Fred Cavens : le capitaine d'infanterie française
- Clyde Cook : le garde britannique
- Hal K. Dawson (en) :
- Jean De Briac : le capitaine d'aviation français
- Jean Del Val : le capitaine Armande
- Jimmie Dundee : seconde sentinelle
- Dick Elliott :
- Mary Foy : la logeuse
- Constant Franke : le soldat français
- Arno Frey : l'Allemand
- Douglas Gerrard : soldat britannique
- Harold Goodwin : l'aviateur américain
- Harrison Greene :
- Leyland Hodgson : observateur ritannique
- Hans Hopf : officier d'ordonnance
- Colin Kenny : Capt. Benson
- Beverly Luff : la fille du village
- Louis Mercier : le soldat français
- Adolph Milar : le chauffeur d'ambulance
- Jean Perry : le lieutenant d'artillerie
- John J. Richardson : sniper anglais
- Joseph Romantini : l'officier français
- George Sorel : Renard
- Robert R. Stephenson : soldat britannique
- David Thursby : soldat britannique
- Jacques Vanaire : le soldat français
- Henry Zynda : observateur allemand